# St Kilda (Skotland)
St Kilda (skotsk gælisk: Hiort) er en isoleret øgruppe, der ligger omkring 64 km vest-nordvest for North Uist i Atlanterhavet. Den består af den vestligste ø i de Ydre Hebrider i Skotland. Den største ø er Hirta, hvis klipper er de højest i Storbritannien; de tre andre øer (Dùn, Soay og Boreray) blev også brugt til græsning og jagt på havfugle. Øerne er en del af det administrative område Comhairle nan Eilean Siar.:254 
Oprindelsentil navnet St Kilda er uvis. Menneskelig aktivitet på øerne har efterladt en række unikke arkitektoniske bygninger fra både historisk og forhistorisk tid, og men de tidligste nedskrevne kilder og livet på øerne stammer fra senmiddelalderen. Middelalderlandsbyen Hirta blev genopført i 1800-tallet, men sygdomme der kom til øerne grundet større kontakt med turister fra fastlandet og første verdenskrig ledte til at øen blev evakueret i 1930. Historien om St Kilda har affødt flere kunstneristiske afbildninger inklusive Michael Powells film The Edge of the World og en opera.
Permanent bosættelse på øerne går muligtvis totusinde år tilbage, men befolkningstallet har aldrig været mere end 180, hvilket toppede i slutningen af 1600-tallet. Indbyggertallet var 112 i 1851, og ifølge en folketælling fra 1861 var der 71 indbyggere på dette tidspunkt, og i de efterfølgende år blev der stadig færre indbyggere, og nåede ned på 36 personer i 1930. Stort set hele befolkningen boede på Hirta, og hele befolkningen blev evakueret fra Hirta i 1930.
Øerne huser en unik form for stenbygninger kaldet cleitean. En cleit er en stenhytte til opbevaring; der eksisterer stadig mange men de forfalder langsomt. Der kendes til 1.260 cleitean på Hirta og yderligere 170 på de øvrige øer. De eneste fuldtids beboere på øen er militærpersonale samt en række konservatorer, frivillige og videnskabsfolk, der tilbringer sommermånederne der.
Hele øgruppen er ejet af National Trust for Scotland. Den blev kom på UNESCO's Verdensarvsliste i 1986 som den sjette lokation i Skotland, og det er nu en af de få steder i hverden, som både er på listen for sin natur og kulturelle værdier. Grupper af frivillige arbejder på at restaurere ruinerne om sommen, som indbyggerne på St Kilda efterlod. De deler øen med en lille militærbase, som blev etableret i 1957.
Der er to forskellige racer af får, som har overlevet på de afsidesliggende øer; Soay, der stammer fra stenalderen, og Boreray, der stammer fra jernalderen. Øerne er ynglested for mange vigtige havfugle inklusive suler, lunder og mallemukker. St Kildasmutten og St Kildamarkmusen er endemiske underarter.